# メイブリス・ビロリア
メイブリス・ジョン・ビロリア・オケンドー（Meibrys John Viloria Oquendo , 1997年2月15日 - ）は、コロンビアのボリーバル県カルタヘナ出身のプロ野球選手（捕手）。右投左打。現在は、フリーエージェント（FA）。

## 経歴

### プロ入りとロイヤルズ時代
2013年にアマチュア・フリーエージェントでカンザスシティ・ロイヤルズと契約してプロ入り。
2014年、傘下のルーキー級ドミニカン・サマーリーグ・ロイヤルズでプロデビュー。アパラチアンリーグのルーキー級バーリントン・ロイヤルズでもプレーし、2チームで合計46試合に出場して打率.278、3本塁打、25打点、1盗塁を記録した。
2015年はルーキー級バーリントンでプレーし、45試合に出場して打率.260、16打点を記録した。
2016年はパイオニアリーグのルーキー級アイダホフォールズ・チュカーズでプレー。58試合に出場して打率.376、6本塁打、55打点、1盗塁の好成績を残し、パイオニアリーグのMVPを受賞した。
2017年はWBCのコロンビア代表のロースター入りを果たした。シーズンではA級レキシントン・レジェンズでプレーし、101試合に出場して打率.259、8本塁打、52打点、4盗塁を記録した。オフの11月20日に40人枠に登録された。
2018年、マイナーではA+級ウィルミントン・ブルーロックスでプレーし、100試合に出場して打率.260、6本塁打、44打点、2盗塁を記録した。9月1日にドリュー・ブテラのトレード移籍とサルバドール・ペレスの故障に伴ってメジャーに初昇格し、翌2日にメジャーデビューを果たした。この年メジャーでは10試合に出場して打率.259、4打点を記録した。オフにはアリゾナ・フォールリーグに参加し、サプライズ・サグアロスに所属した。
2019年はAA級ノースウエストアーカンソー・ナチュラルズでプレーしていたが、マーティン・マルドナードのトレード移籍に伴って7月16日にメジャーに昇格した。この年は42試合に出場して打率.211、1本塁打、15打点を記録した。
2020年は15試合に出場して打率.190だった。
2021年4月1日にDFAとなり、6日にマイナー契約でAA級ノースウエストアーカンソーへ配属された。この年はAA級ノースウエストアーカンソーとAAA級オマハ・ストームチェイサーズでプレーし、2球団合計で85試合に出場して打率.242、8本塁打、31打点、3盗塁を記録した。オフの11月7日にFAとなった。

### レンジャーズ時代
2021年12月2日にテキサス・レンジャーズとマイナー契約を結び、2022年のスプリングトレーニングに招待選手として参加することになった。
2022年は開幕を傘下のAAA級ラウンドロック・エクスプレスで迎えた。6月21日にメジャー契約を結んでアクティブ・ロースター入りした。レギュラーシーズン終了後の10月6日にサンフランシスコ・ジャイアンツに移籍した。しかし、出場機会のないまま、オフの11月10日にウェイバーとなり、15日にDFA、18日にFAとなった。

### ガーディアンズ時代
2022年12月4日にクリーブランド・ガーディアンズとマイナー契約を結び、2023年のスプリングトレーニングに招待選手として参加することになった。
2023年は3月30日に開幕ロースター入りした。3番手捕手として10試合に出場したが3打数無安打の成績で、5月1日にロースターから外れ、8日にFAとなった。

### エンゼルス〜オリオールズ傘下時代
2023年5月11日にロサンゼルス・エンゼルスとマイナー契約を結んだが、メジャーでの出場機会がないまま6月2日に自由契約となった。6月26日に今度はボルチモア・オリオールズとマイナー契約を結んだ。しかし、このチームでもメジャーに昇格できず、9月19日にAAA級ノーフォーク・タイズに配属された後、23日に再び自由契約となった。

## 詳細情報

### 年度別打撃成績
| 年 度    | 球 団    | 試 合 | 打 席 | 打 数 | 得 点 | 安 打 | 二 塁 打 | 三 塁 打 | 本 塁 打 | 塁 打 | 打 点 | 盗 塁 | 盗 塁 死 | 犠 打 | 犠 飛 | 四 球 | 敬 遠 | 死 球 | 三 振 | 併 殺 打 | 打 率 | 出 塁 率 | 長 打 率 | O P S |
| -------- | -------- | ----- | ----- | ----- | ----- | ----- | -------- | -------- | -------- | ----- | ----- | ----- | -------- | ----- | ----- | ----- | ----- | ----- | ----- | -------- | ----- | -------- | -------- | ----- |
| 2018     | KC       | 10    | 29    | 27    | 4     | 7     | 2        | 0        | 0        | 9     | 4     | 0     | 0        | 1     | 0     | 1     | 0     | 0     | 9     | 1        | .259  | .286     | .333     | .619  |
| 2019     | KC       | 42    | 148   | 133   | 7     | 28    | 7        | 0        | 1        | 38    | 15    | 0     | 1        | 1     | 4     | 10    | 0     | 0     | 44    | 4        | .211  | .259     | .286     | .544  |
| 2020     | KC       | 15    | 24    | 21    | 1     | 4     | 1        | 0        | 0        | 5     | 0     | 0     | 0        | 0     | 0     | 2     | 0     | 1     | 9     | 0        | .190  | .292     | .238     | .530  |
| 2022     | TEX      | 26    | 75    | 63    | 10    | 10    | 1        | 0        | 2        | 17    | 5     | 0     | 0        | 0     | 1     | 11    | 0     | 0     | 29    | 0        | .159  | .280     | .270     | .550  |
| 2023     | CLE      | 10    | 4     | 3     | 0     | 0     | 0        | 0        | 0        | 0     | 0     | 0     | 0        | 0     | 0     | 1     | 0     | 0     | 0     | 1        | .000  | .250     | .000     | .250  |
| MLB：5年 | MLB：5年 | 103   | 280   | 247   | 22    | 49    | 11       | 0        | 3        | 69    | 24    | 0     | 1        | 2     | 5     | 25    | 0     | 1     | 91    | 6        | .198  | .270     | .279     | .549  |

- 2023年度シーズン終了時

### 年度別守備成績
| 年 度     | 球 団     | 捕手（C） | 捕手（C） | 捕手（C） | 捕手（C） | 捕手（C） | 捕手（C） | 捕手（C） | 捕手（C） | 捕手（C） | 捕手（C） | 捕手（C） |
| 年 度     | 球 団     | 試 合     | 刺 殺     | 補 殺     | 失 策     | 併 殺     | 守 備 率  | 捕 逸     | 企 図 数  | 許 盗 塁  | 盗 塁 刺  | 阻 止 率  |
| --------- | --------- | --------- | --------- | --------- | --------- | --------- | --------- | --------- | --------- | --------- | --------- | --------- |
| 2018      | KC        | 10        | 60        | 7         | 0         | 0         | 1.000     | 1         | 11        | 8         | 3         | .273      |
| 2019      | KC        | 41        | 294       | 21        | 1         | 2         | .997      | 3         | 22        | 13        | 9         | .409      |
| 2020      | KC        | 15        | 62        | 3         | 1         | 0         | .985      | 1         | 5         | 5         | 0         | .000      |
| 2022      | TEX       | 20        | 151       | 10        | 5         | 0         | .970      | 1         | 15        | 8         | 7         | .467      |
| MLB : 4年 | MLB : 4年 | 86        | 567       | 41        | 7         | 2         | .989      | 6         | 53        | 34        | 19        | .359      |

- 2022年度シーズン終了時

### 背番号
- 72（2018年 - 2020年、2023年 - 同年4月30日）
- 60（2022年）

### 代表歴
- 2017 ワールド・ベースボール・クラシック・コロンビア代表
- 2023 ワールド・ベースボール・クラシック・コロンビア代表